# Francisco Ruiz Muñoz
Francisco Ruiz Muñoz (Rociana del Condado, Huelva; 1964) es un catedrático español de Paleontología, doctor en Ciencias Geológicas y rector de la Universidad de Huelva entre los años 2013 y 2017.
Ha sido profesor de la Universidad de Sevilla entre 1992 y 1993, incorporándose ese mismo año en la universidad onubense como profesor, donde ha desempeñado los cargos de director del Departamento de Geodinámica y Paleontología, vicerrector de Estudios y Convergencia Europea y comisionado de Dirección Estratégica. Fue nombrado catedrático de la Universidad de Huelva en junio de 2009.
Actualmente lidera el grupo de investigación Paleontología y Ecología Aplicadas, con investigaciones en más de una docena de países de Europa, África y América Central. Asimismo, ha impartido además cursos y másteres oficiales en las universidades de Ca´Foscari de Venecia (Italia), Bordeaux I (Francia), Abdelmalek Essaadi (Marruecos) e Internacional de Andalucía.
Entre sus publicaciones se encuentran los libros «Guía de fósiles del sur de la provincia de Huelva» y «Los ostracodos del litoral de la provincia de Huelva», además de 260 artículos. Recientemente ha participado en la investigación del yacimiento litoral efímero en el  acantilado del Asperillo, entre Matalascañas y Mazagón, en el cual se han hallado las pisadas de neandertales más antiguas del mundo, concretamente del Pleistoceno Superior, junto con las de otros mamíferos como jabalíes y elefantes.